# پیلا ویتالا
پیهلا ویتالا (فنلاندی: Pihla Viitala؛ زادهٔ ۳۰ سپتامبر ۱۹۸۲) یک هنرپیشه، چهره‌پرداز، خواننده، و کارگردان اهل فنلاند است.
از فیلم‌ها یا برنامه‌های تلویزیونی که وی در آن نقش داشته است، می‌توان به هانسل و گرتل: شکارچیان جادوگر و هلسینکی اشاره کرد.